# Babie
Babie – wieś i gmina (obec) w powiecie Vranov nad Topľou, w kraju preszowskim na Słowacji.

## Historia
Pierwsza pisemna wzmianka na temat wsi pochodzi z roku 1330.